# Triskaidekafobie

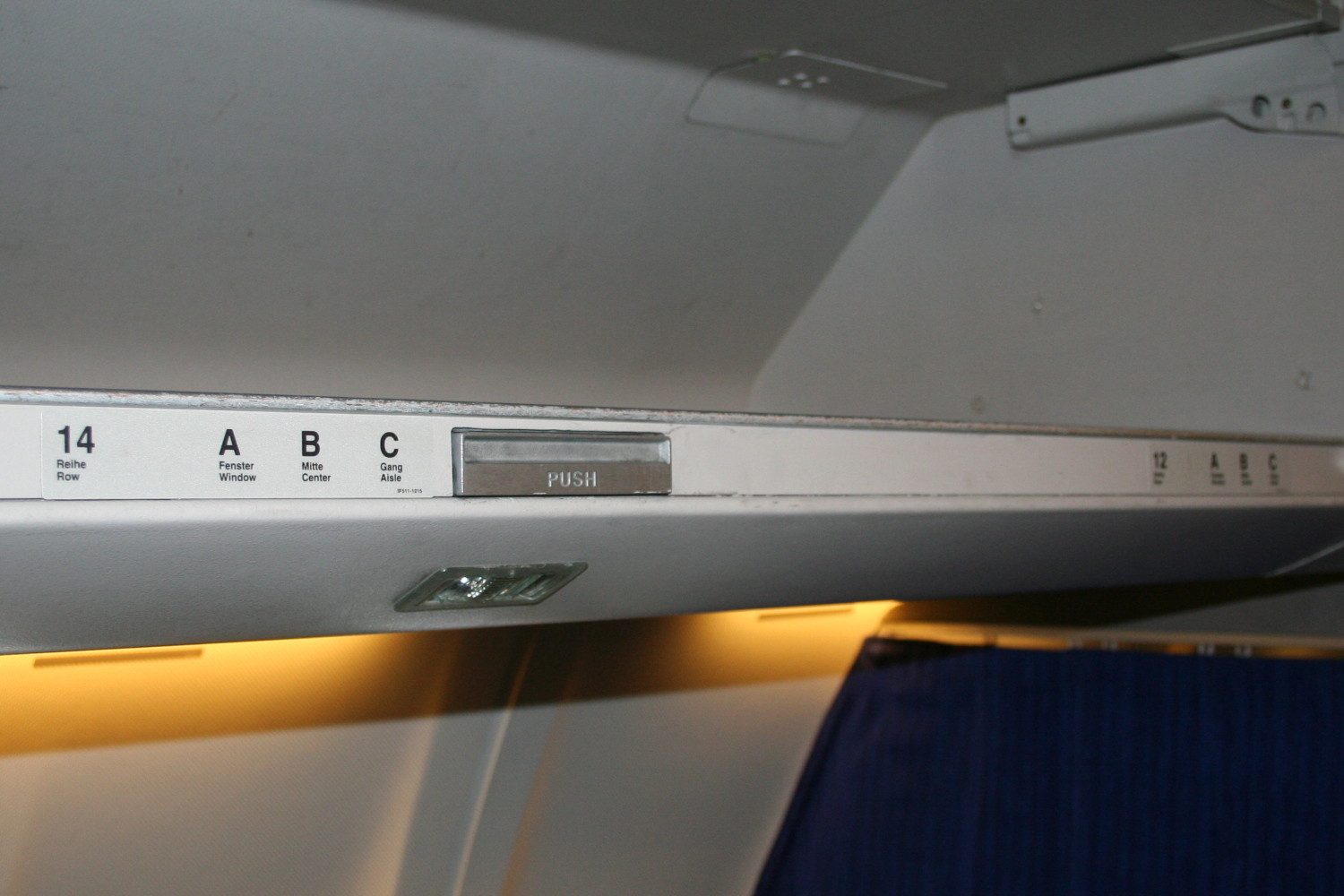
Een vliegtuig van Lufthansa zonder rij 13

Triskaidekafobie of triscaidecafobie is angst voor, of weerzin tegen, het getal 13. De naam is afkomstig van het Griekse τρισκαίδεκα triskaídeka, dertien en φόβος phóbos, angst/vrees. Het getal 13 staat in bepaalde vormen van bijgeloof te boek als een ongeluksgetal. Van een werkelijke fobie is echter pas sprake als de angst hiervoor het sociale leven van een persoon in ernstige mate ontregelt.
Verwant aan triskaidekafobie is paraskevidekatriafobie, de angst voor vrijdag de dertiende.

## Voorbeelden

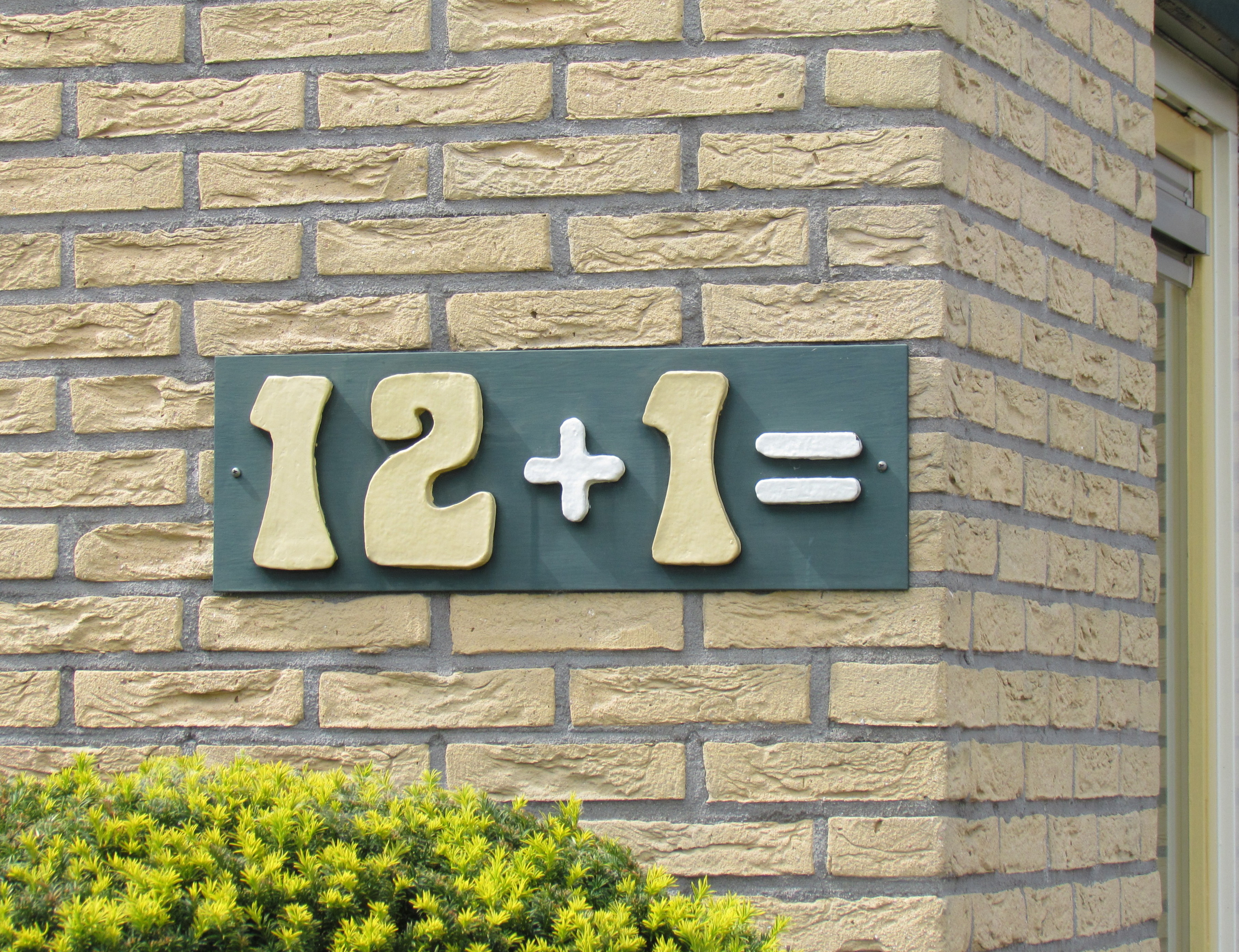
Vermijding van het huisnummer 13

Voorbeelden van openbare vermijding van het getal 13:
- In diverse landen, waaronder de Verenigde Staten en Canada, zijn er gebouwen zonder 13e verdieping.
- Ook op sommige scholen is er geen "Lokaal 13".
- Op sommige passagiersvliegtuigen (o.a. Ryanair, Air New Zealand, Alitalia, en Meridiana), is er geen rij genummerd 13.
- Sommige vliegvelden hebben geen gate 13.
- In Formule 1 en andere autosporten, zijn er geen motoren met nummer 13.[4] Ook zijn er sporters die weigeren met nummer 13 te starten.[5]
- Luchtvaartmaatschappij Brussels Airlines had aanvankelijk een ontwerp om een letter b te vormen met 13 bollen op de staart. Uit schrik voor ongelukken werd dit aangepast naar 14.[6]
- Zanger-gitarist John Mayer bracht zijn debuutalbum Room For Squares eerst uit met 12 tracks. Columbia Records wilde op de re-release het nummer "3x5" toevoegen, waardoor het nummer "St. Patrick's Day" track 13 zou worden. Er werd daarom na track 12 een stilte van 2 seconden ingelast, waardoor "St. Patrick's Day" als track 14 herkend werd.

Een voorbeeld van iemand met een weerzin tegen het getal 13 was de componist Arnold Schönberg. Opmerkelijk genoeg stierf hij op vrijdag de 13e (juli 1951), vlak voor middernacht.

## Overig
- Triskaidekaphobie is een muziekalbum uit 1981 van de Belgische band Present.